# Backstreet Boys (album năm 1996)
Backstreet Boys là album đầu tiên của nhóm nhạc pop Hoa Kỳ Backstreet Boys, cũng là lần xuất hiện đầu tiên của nhóm trên thế giới. Nó đã được phát hành ở châu Âu, châu Á, Canada và một vài quốc gia khác. Album đã đạt được thành công vang dội, có thể coi là album đầu tay thành công nhất lịch sử và là album có nhiều đĩa đơn đáng ghi nhớ nhất của nhóm. Tất cả các đĩa đơn này sau đó đã được phát hành lại ở thị trường Hoa Kỳ trong một album khác cũng với tên gọi này, Backstreet Boys năm 1997. Album phát hành lại này bao gồm những bài hát từ album này và album quốc tế sau đó của nhóm, Backstreet's Back.

## Danh sách bài hát
Album này có danh sách bài hát khác nhau ở các nơi nó được phát hành. Phiên bản Đức (châu Âu) nói chung được xem là danh sách chuẩn cho album này.
| STT | Nhan đề                              | Phổ nhạc                                   | Thời lượng |
| --- | ------------------------------------ | ------------------------------------------ | ---------- |
| 1.  | "We've Got It Goin' On"              | Denniz PoP, Max Martin, Herbert Crichlow   | 3:41       |
| 2.  | "Anywhere for You"                   | Baker, Perry                               | 4:42       |
| 3.  | "Get Down (You're the One for Me)"   | Aris, Toni Cottura                         | 3:52       |
| 4.  | "I'll Never Break Your Heart"        | Manno, Wilde                               | 4:48       |
| 5.  | "Quit Playing Games (With My Heart)" | Max Martin, Herbert Crichlow               | 3:52       |
| 6.  | "Boys Will Be Boys"                  | Renn, Skinner                              | 4:09       |
| 7.  | "Just to Be Close to You"            | Grant, Gray                                | 4:54       |
| 8.  | "I Wanna Be With You"                | Denniz PoP, Max Martin                     | 4:10       |
| 9.  | "Every Time I Close My Eyes"         | White                                      | 4:00       |
| 10. | "Darlin"                             | Allen, Morton                              | 5:36       |
| 11. | "Let's Have a Party"                 | Galbreth, Gamble, Huff, McPherson          | 3.53       |
| 12. | "Roll With It"                       | Renn, Skinner                              | 4:44       |
| 13. | "Nobody but You"                     | Denniz PoP, Max Martin]], Herbert Crichlow | 3:22       |

| European/Japanese/Australian/Italian/Spanish bonus tracks | European/Japanese/Australian/Italian/Spanish bonus tracks | European/Japanese/Australian/Italian/Spanish bonus tracks |
| STT                                                       | Nhan đề                                                   | Thời lượng                                                |
| --------------------------------------------------------- | --------------------------------------------------------- | --------------------------------------------------------- |
| 14.                                                       | "Don't Leave Me"                                          | 3:04                                                      |
| 15.                                                       | "Give Me Your Heart"                                      | 3:22                                                      |
| 16.                                                       | "Lay Down Beside Me"                                      | 3:46                                                      |
| 17.                                                       | "Non Puoi Lasciarmi Cosi"                                 | 3:34                                                      |
| 18.                                                       | "Nunca Te Haré Llorar"                                    | 3:23                                                      |
| 19.                                                       | "Donde Quieras Yo Iré"                                    | 4:00                                                      |
| 20.                                                       | "Album Medley"                                            | 3:34                                                      |
| 21.                                                       | "We've Got It Goin' On" (Markus' Deadly Vocal Hot Mix)    | 3:34                                                      |
| 22.                                                       | "I'll Never Break Your Heart" (Radio Edit)                | 3:40                                                      |

| Dutch bonus tracks | Dutch bonus tracks                         | Dutch bonus tracks |
| STT                | Nhan đề                                    | Thời lượng         |
| ------------------ | ------------------------------------------ | ------------------ |
| 14.                | "We've Got It Goin' On" (Marcus Radio Mix) | 3:40               |
| 15.                | "I Wanna Be With You" (Amadin's Club Mix)  | 3:33               |

| Asian bonus tracks | Asian bonus tracks                                      | Asian bonus tracks |
| STT                | Nhan đề                                                 | Thời lượng         |
| ------------------ | ------------------------------------------------------- | ------------------ |
| 14.                | "Get Down (You're the One for Me)" (Dezign Radio Mix)   | 3:45               |
| 15.                | "Quit Playin' Games (With My Heart)" (Acoustic Version) | 3:52               |

## Lịch sử phát hành
| Khu vực | Ngày phát hành     |
| ------- | ------------------ |
| Châu Âu | 6 tháng 5 năm 1996 |
| Canada  | Tháng 9 năm 1996   |

### Chứng nhận
| Quốc gia       | Chứng nhận               | Doanh số   |
| -------------- | ------------------------ | ---------- |
| Áo             | 3× Bạch kim              | 150.000+   |
| Argentina      | 3× Bạch kim              | 180.000+   |
| Ba Lan         | Bạch kim                 | 20.000+    |
| Bỉ             | Bạch kim                 | 50.000+    |
| Brasil         | Bạch kim                 | 250.000+   |
| Canada         | 10× Bạch kim (Kim cương) | 1.000.000+ |
| Châu Âu        | 3× Bạch kim              | 3.000.000+ |
| Đức            | 2× Bạch kim              | 1.000.000+ |
| Hà Lan         | 2× Bạch kim              | 160.000+   |
| Hồng Kông      | Bạch kim                 | 20.000+    |
| México         | Vàng                     | 100.000+   |
| Na Uy          | Bạch kim                 | 40.000+    |
| Phần Lan       | Vàng                     | 21.930+    |
| Pháp           | Vàng                     | 100.000+   |
| Thụy Điển      | Bạch kim                 | 60.000+    |
| Thụy Sĩ        | 3× Bạch kim              | 150.000+   |
| Úc             | Bạch kim                 | 70.000+    |
| Vương quốc Anh | Vàng                     | 100.000+   |

Backstreet Boys đạt được chứng nhận Vàng/Bạch kim ở 38 quốc gia, với trên tổng cộng 8 triệu album bán được.